# Национален политехнически музей
Националният политехнически музей (НПТМ) е българска научноизследователска и културно-просветна институция, чието административното управление е възложено на Министерство на културата. Адресът на музея е в гр. София на ул. „Опълченска“ 66. В него години наред се помещава седалището на Българския национален комитет на Международния съвет на музеите (ИКОМ). Музеят е един от 100-те национални туристически обекта. НПТМ е един от основателите и официален партньор на Българския автомобилен клуб „Ретро“. Основател и първи дългогодишен директор е инж. Александър Вълчев. Музеят на текстилната индустрия в Сливен е филиал на НПТМ.

## История
Националният политехническият музей е основан на 13 май 1957 г. с разпореждане № 486 на Министерския съвет. Първоначално музеят се ръководи от Българската академия на науките, впоследствие от Министерството на просветата и културата, а от 1968 г. е включен в състава на националните музеи.
Идеята за създаване на музей на техниката в България датира от 1885 г., когато в Русе е основано първото техническо дружество, в чийто учредителен устав като приоритетна задача е записано Изграждането на технически музей и техническа библиотека, които „да съдействат за развитието на техниката и техническия поминък“. Продължител на идеята е Българското инженерно-архитектурно дружество. За първоначалното сформиране на колекциите помагат научно-техническите съюзи, а музеят ползва работни помещения и зали в Дома на техниката.
В края на 1992 година музеят се сдобива със своя самостоятелна сграда – бившия музей на Георги Димитров.

## Колекции
Във фондовете си Националният политехнически музей съхранява над 22 000 експонати, разпределени по колекции: времеизмерване, транспорт, фотографска техника и кинотехника, оптика, звукозапис и звуковъзпроизвеждане, радио и телевизия, изчислителна техника, музикални механизми, геодезически уреди, измервателна техника, битова техника, шевни машини, пишещи машини, физични уреди, съобщителна техника. В музея се пазят експонати, свързани с живота и делото на видни дейци на българската наука и техника, единични изделия и др.
Научният архив съдържа над 2000 архивни единици. Музеят разполага с видеоархив, киноархив, фотоархив, справочен апарат по история на науката и техниката, личностни архиви, специализирана библиотека-читалня с над 12 000 книги и периодични издания, сбирка от художествени творби с техническа тематика, картографски произведения.
В постоянната експозиция на площ от 1000 m2 са показани около 1000 предмета. Колекции и единични експонати на НПТМ са изложени и в други музеи и музейни сбирки. Автомобил „Форд“ А и други експонати на музея присъстват в музея „Хенри Форд“ на Мото-Пфое.
През 1986 г. една от първите електроцентрали в България ВЕЦ „Панчарево“ спира да работи и е обявена за паметник на културата. Националният политехнически музей ползва сградния фонд от 1975 г. Безвъзмездно са предадени на музея главната постройка с машинната зала, командното отделение и административните сгради. Музеят планира да реконструира съоръжението, като възстанови работата му и го използва като експонат.

## Дейности
Основна дейност на НПТМ е издирването, съхраняването, научната обработка и популяризирането на културни ценности, свързани с българската и световната история на науката и техниката.
Музеят е организатор на конференции и симпозиуми, посветени на историята на различни отрасли на науката и техниката. Обнародвал е 18 тома от единственото издание по история на науката и техниката – Годишник на Националния политехнически музей, редица тематични сборници и брошури. Изготвя и разпространява вестник за деца „Технитарче“.
Политехническият музей е разработил над 140 тематични изложби от различни области на знанията – „Спомени за българската индустрия“, „Запознайте се с музея за наука и техника“, „Магията на камера обскура“, "Историята на българската техника, „Електрификацията на България“, „Минното дело в България“, „Българската следа в науката“, „В света на българските откриватели и изобретатели“, „Техниката у дома през първата половина на ХХ век“, „Техниката около нас по времето на народната власт“, и много други. Изложбите са показвани в страната и чужбина.
Една от основните дейности на Националния политехнически музей са образователните програми, по-специално в областта на физиката, текстила и музиката. Музеят работи в партньорство с Министерството на образованието и науката, Регионално управление на образованието – София-град, Българската академия на науките, Софийския университет „Св. Кл. Охридски“, с неправителствени организации – Съюза на физиците в България, Съюза на химиците, Съюза на учените в България, Федерацията на научно-техническите съюзи, Деловия клуб на Германската икономика в България, Австрийския институт за Южна и Югоизточна Европа, Британския съвет, Френския културен център, както и с редица фондации („Еврика“), фирми („Сименс-България“) и сдружения.